# Англо-француски рат (1202—1204)
Француска монархија никако није могла знатније да ојача док год су краљеви Енглеске држали Нормандију, Мен, Анжу и Аквитанију, а поготову што се енглески краљеви нису задовољавали оним што имају на европском копну. Пребогато Војводство Нормандија се готово граничило са Паризом. Када је 1180. године Филип II дошао на француски престо схватио је да му главни циљ мора бити сламање моћи династије Плантагенета. У почетку своје владавине Филип II није могао ништа сем да настави стару политику француских краљева - сплеткарење, и да чека и нада се. 
Почетком 1190. године Филип II је у нади да ће ослободити Христов гроб који су заузели муслимани кренуо у Свету земљу заједно са енглеским краљем Ричардом I Лавље Срце у Трећи крсташки рат. Није ослободио Јерусалим, али је током опсаде Акре испунио свој завет и ту је изгубио здравље. У јулу 1191. године Филип II Август је објавио одлуку да због лошег здравља напушта Палестина и преко Рима, Сијене и Милана и Алпа, пре него што ће пасти велики снегови, вратио се у своју земљу, али без једног ока и много раздражљивији и неспокојнији но што је био када је кренуо. Вероватније је да је прави разлог повратка Филипа II био политичке природе. Наиме, гроф Филип I од Фландрије је умро и француски краљ је пожурио да обезбеди део наслеђа који је припадао његовој жени. Уз то, могла му се указати прилика да приграби и неке земље енглеског краља док је он је још био у Палестини.
Убрзо пошто је стигао у Француску, Филип II је предао сенешалу Нормандије документ, тврдећи да је то уговор на који је Ричард I „Лављег Срца“ пристао на Сицилији и по коме је Филип II добио велики део Нормандије. Када је сенешал одбио да испоштује уговор без непосредног налога од енглеског краља, Филип II је позвао своју властелу у напад на Нормандију. Али, с обзиром да је Ричард I био крсташ, његове земље су биле под папском заштитом и властела је одбила да крене у поход. Филип II се тада поново окренуо сплеткама, склопивши савез са Ричардовим братом Јованом. Француски краљ је требало да помогне Јовану да постане краљ Енглеске, Јован би за узврат требало да му преда све континенталне поседе своје куће. Гласине о овој завери убрзо су се прошириле и Ричард I „Лављег Срца“ је пожурио да се врати из Палестине. Тиме су Филипови се планови опет осујетили. Остало му је само да покуша да се одупре свом неустрашивом противнику и много способнијем војсковођи тог времена у дугачком и исцрпљујућем рату. Када је 1199. године Ричард I „Лављег Срца“ погинуо у сукобу са једним ситним властелином у Поатуу, намера француског краља није далеко одмакла. 
Убрзо је Филип II схватио да ће наследник Ричарда I „Лављег Срца“ Јован без Земље бити ипак мање тежак противник. Иако је био способан војсковођа и управљач, Јован није имао личне особине свог брата и није могао да задржи поверење и оданост својих барона. Несигуран и неспособан да дуже истраје у неком војном подухвату - због чега је и добио подругљиви надимак млитави мач - свиреп и непоуздан у мери која се ипак није могла толерисати једном племићу, макар и његовог ранга, сексуално незајажњив и разоран он је непрекидно кршио моралне хришћанске забране и газио права витешке Етикаетике. Није било иоле лепе госпе или госпођице, жене или ћерке неког грофа, барона или било ког другог да је није искористио, ако не уз њен пристанак, онда обећањима, уценама или напросто силом. Поред тога, имао је и супарника који је полагао право на енглеску круну. Био је то његов братанц Артур Бретањски, војвода од Бретање и гроф од Анжуа, син његовог страијег брата Џефрија. Филип II је пажљиво спроводио припреме. Док је чекао да му Јован пружи праву прилику, покушао је да стекне Артурово пријатељство и скупљо је новац за ратну благајну. Прилика му се убрзо указала када се Јован оженио вереницом једног од његових вазала Ига X Лизињана, грофа од Ла Марша у Поатуу. Гневни гроф од Ла Марша пожалио се суду француског краља. Јован је, наравно, одбио да се одазове на судски позив, па су му пресудом били одузети поседи које је држао као вазал француске круне. Филип II је затим склопио савез са Артуром, уступио му нешто трупа и напао Нормандију, а Артур је ушао у Поату. Док је Артур опседао замак Мирабо, где је живела његова баба, остарела краљица Елеонора од Аквитаније, Јован га је изненада напао и заробио. Артур је хитно био отпремњен у Јованов замак у Фалезу и ту му се изгубио сваки траг. Не постоје необориви докази да је био убијен по наређењу енглеског краља. Артурови вазали из Бретање и Анжуа одмах су инсистирали да њихов господар буде ослобођен, а када је то Јован без Земље одбио, прешли су на страну француског краља. 
Филип II је успео да приштеди доста новац и није се устручавао да га корсити на на начине који би њему највише одговарали. Ако би могао да поткупи заповедника неког замка то је и чинио. Ако поткупљивање није успевало, доводио је најамнике. Јован без Земље није имао толико новца а ни поверење својих људи. Француски краљ је постепено заузимао енглеске тврђаве и велике градове у Нормандији. Затим је прешао у Турену и успешно опседао утврђења Шинон и Лош. До краја 1205. године загосподарио је Нормандијом, Меном, Анжуом и Туреном, а потчинила му се и већина властелина из Поатуа. Јован без Земље је одбијао да ово прихвати као пораз. Покушавао је у Енглеској да сакупи новац како би повратио своје поседе у Француској и склопио је читав низ савеза са својим сестрићем, царем Отоном IV и са кнежевима из долине Рајне као и са свим француским вазалима који су се дали поткупити.